# Лукомский, Меер Яковлевич
Ме́ер Я́ковлевич (Я́нкелевич) Луко́мский (1871, Могилёв — 3 июля 1931, Кисловодск) — русский социал-демократ, врач, журналист и публицист, в советское время — учёный-гигиенист и организатор здравоохранения. Доктор медицины, профессор.

## Биография
Родился в Могилёве в семье Янкеля Элевича Лукомского и Лифши-Енты Липман, владельцев магазина игрушек.
В 1897 году окончил медицинский факультет Императорского Юрьевского университета, вольнопрактикующий врач в области внутренних и детских болезней в Санкт-Петербурге (жил на Новоалександровской улице, № 6—10, затем на Невском проспекте, № 114). Социал-демократ, член РСДРП с 1901 года (правый меньшевик). Служил на фронте военным врачом во время Русско-японской войны и в годы Первой мировой войны, был награждён орденами Святой Анны 4-й степени и Святого Владимира 4-й степени.
До 1917 года публиковался под псевдонимами. Книга «Городское самоуправление в России» вышла в 1902 году в Женеве и в издательстве журнала «Колокол» в 1905 году под псевдонимом «А. Б.»; под этим же псевдонимом в 1905 году была издана книга «Общество будущего» и в 1910 году в Берлине сборник «За кулисами охранного отделения», с приложением дневника провокатора, писем охранников и тайных инструкций. Брошюра «Обуховская оборона» была издана в 1902 году под псевдонимом «А. Б.» и в 1906 году под псевдонимом «Исаков».
Участник второй общегородской конференции Петроградской организации РСДРП в июне 1917 года, где сделал доклад о выборах в Центральную городскую думу.
Арестован Петроградским губернским отделением ГПУ 24 августа 1922 года как бывший активист партии меньшевиков. В справке от 24 января 1923 года Л. Д. Троцкому, подписанной начальником 4-го отделения СО ГПУ Решетовым и помощником начальника СО ГПУ Андреевой указывается: 

«Лукомский Меер Яковлевич. Член РСДРП (меньшевик) с 1901. По профессии врач. Один из старых меньшевистских литераторов. До последнего времени вёл активную антисоветскую работу с контрреволюционной организацией Дейча и другими видными членами меньшевиков, поддерживая с ними самую тесную связь и устраивая у себя на квартире нелегальные собрания. При ликвидации группировок антисоветской интеллигенции гор. Петрограда — Лукомский, в числе других, предназначался к высылке за границу. Постановлением Бюро Петроградского Комитета РКП 9.10.1922 — Лукомский, в числе других видных, активных меньшевистских деятелей подлежал немедленному выселению из Петрограда. Комиссией НКВД по Административным высылкам от 27.12.1922 постановлено выслать Лукомского за границу сроком на 3 года. Полагаю, что впредь до получения визы на выезд его за границу, — выслать гр. Лукомского в Киркрай сроком на 3 года для использования по специальности».— 
 Несмотря на принятое решение о его высылке за пределы Петроградской губернии, в связи с жалобами по указанию Ф. Э. Дзержинского дело было пересмотрено в Москве и прекращено за отсутствием материалов, достаточных для привлечения Лукомского к уголовной ответственности. В октябре 1922 года он был освобождён с подпиской о невыезде.
Работал санитарным врачом в Петрограде, заведующим санитарной инспекцией Петроградского отдела труда. В 1923 году был одним из организаторов Клиники социальных и профессиональных заболеваний в Москве, до 1925 года занимал пост заместителя директора этой клиники.
Основатель и в 1925—1931 годах первый директор Центральной научно-исследовательской лаборатории по изучению профессиональных болезней на транспорте (ЦНИЛТ) при Медико-санитарном управлении путей сообщения Наркомздрава РСФСР, позже известной как Центральная научно-исследовательская психофизиологическая лаборатория по изучению профессиональных болезней на транспорте, в 1931 году переименованной в Центральную лабораторию по психофизиологии и патологии труда на транспорте, впоследствии превращённую во Всесоюзный научно-исследовательский институт железнодорожной гигиены. Сыграл основополагающую роль в организации исследований профессиональных заболеваний, условий и режимов труда работающих на железных дорогах, а также внедрении профессионального отбора в технические школы транспорта.
Основные научные и популярные труды в области гигиены труда, в том числе монография «Строительство рабочей медицины» (1924, 1925). Был редактором серии сборников «Труды Центральной лаборатории по изучению профессиональных болезней на транспорте (УПС НКЗ РСФСР)» и «Профессиональный отбор в технические школы транспорта».
Скоропостижно скончался 3 июля 1931 года во время отдыха в Кисловодске.

## Семья
- Первая жена (с 1898 года) — Хая-Муся Абелевна (Мариам Абелевна, Мария Абрамовна) Лукомская (1877—1965)[13], вместе с мужем участвовала в Обуховской обороне, принадлежала к группе «меньшевиков-оборонцев», училась на математическом отделении Московских высших женских курсов[14]. По воспоминаниям внука В. П. Маслова, Меер Лукомский состоял в родстве с первой женой[3]. После развода вышла замуж за меньшевика Евгения Маевского (Викентий Аницетович Гутовский, 1875—1918)[15].
  - Дочь — Изольда Мееровна Лукомская (1904—1981), научный сотрудник, доцент Казанского государственного университета[16], была замужем за статистиком П. П. Масловым и историком Б. Ф. Поршневым[17].
    - Внук — математик Виктор Павлович Маслов[18].

  - Сын — Сергей Меерович Лукомский (1909—1995), инженер-электротехник и альпинист, автор изобретений и монографий «Высокотемпературные теплоносители и их применение» (1956) и «Воздушные отопительные агрегаты со спирально-навитыми и пластинчатыми калориферами» (1957); был женат на химике и альпинистке Нелли Казаковой[19][20].
    - Внуки — Инна Сергеевна Лукомская (род. 1931), биохимик, доктор биологических наук; Михаил Сергеевич Казаков (род. 1935), специалист в области авиационного и космического машиностроения.
- Вторая жена — Евгения Наумовна Лукомская (урождённая Гуревич, 1873—1948)[21], врач.
  - Сын — Лев Меерович Лукомский (1914—1966), инженер, выпускник Московской бронетанковой академии, участник Великой Отечественной войны, работал во ВНИИ «СТРОЙДОРМАШ», автор изобретений. Был женат на Татьяне Леонидовне Лукомской (урождённая Петрова, 1920—2005), инженерe-нефтехимикe, которая работала в Министерстве нефтехимической и нефтеперерабатывающей промышленности СССР.
    - Внучка — Евгения Львовна Лукомская (род. 1957), старший преподаватель французского языка в МГУ[22].

  - Дочь — Вера Мееровна Лукомская (1919—1990), библиотекарь[23].
- Племянники — Леопольд Генрихович Лукомский (1898—1962), композитор и пианист, профессор; Илья Генрихович Лукомский (1893—1958), стоматолог, доктор медицинских наук, профессор, заслуженный деятель науки РСФСР (его сын — доктор медицинских наук, профессор Генрих Ильич Лукомский (1923—2000), торакальный хирург[24]).

## Публикации
- Городское самоуправление в России. Женева: Союз русских социалдемократов, 1902. — 37 с.
- Обуховская оборона. Женева: Заграничная лига русской революционной социалдемократии, 1902. — 32 с.
- Городское самоуправление в России. М.: «Колокол» Е. Д. Мягкова, 1905. — 63 с.
- Общество будущего. СПб: «Библиотека для всех» О. П. Рутенберг и А. И. Жуковой, 1905. — 124 с.
- Обуховская оборона. 6 — 7 мая 1901 г. — СПб: «Библиотека для всех» О. П. Рутенберг, 1906. — 31 с.
- За кулисами охранного отделения. С дневником провокатора, письмами охранников, тайными инструкциями. Берлин: H. Caspai-i, 1910. — 348 с.
- Труд и здоровье рабочего. М.: Издательство ВСНХ, 1923. — 40 с.
- Рабочая медицина. М.: Вопросы труда, 1924; 2-е издание — М.: Вопросы труда, 1925. — 30 с.
- Строительство рабочей медицины. М.: Вопросы страхования, 1924. — 171 с.; 2-е издание — М.: Вопросы труда, 1925. — 260 с.
- Амбулаторная помощь. М.: Вопросы труда, 1925. — 42 с.
- Фабрично-заводские пункты первой помощи. М.: Вопросы труда, 1925. — 32 с.
- Патологическое состояние лёгких у паровозных машинистов. Труды I Всеукраинского съезда терапевтов. Харьков, 1926.
- Как вести себя больному в санатории и на курорте. 2-е издание — М.: Вопросы труда, 1927. — 29 с.
- Паровозный машинист и его помощник. М., 1928.
- Профессиональный отбор в технические школы транспорта. М.: Государственное медицинское издательство, 1929. — 353 с.
- Медицинская помощь застрахованным. М.: Гострудиздат, 1930.
- Отчего и чем болеют железнодорожники. М.—Л.: Государственное медицинское издательство, 1930. — 48 с.
- Экспертиза трудовой инвалидности. М.: Государственное социально-экономическое издательство, 1931. — 24 с.